# Changements de noms de communes de Vaucluse
Cette page liste toutes les communes du département de Vaucluse qui ont changé de nom depuis un peu plus d'un siècle ainsi que celles présentant une homonymie avec des communes d'autres départements et qui semblent donc désignées pour d'éventuels changements de dénomination à venir.
Pour approfondir : Anciennes communes de Vaucluse
| Code INSEE | Dénomination actuelle        | Dénomination précédente     | Date du changement | Texte de référence         |
| ---------- | ---------------------------- | --------------------------- | ------------------ | -------------------------- |
| 84012      | Beaumes-de-Venise            | Beaumes                     | 1954               | non connu                  |
| 84014      | Beaumont-de-Pertuis          | Beaumontd'Apt               | 31 décembre 1953   | décret du 24 décembre 1953 |
| 84025      | Cabrières-d'Avignon          | Cabrières                   | 1918               | non connu                  |
| 84029      | Camaret-sur-Aigues           | Camaret                     | 1918               | non connu                  |
| 84034      | Caumont-sur-Durance          | Caumont                     | 5 décembre 1953    | décret du 27 novembre 1953 |
| 84037      | Châteauneuf-du-Pape          | Châteauneuf-Calcernier      | 1893               | non connu                  |
| 84041      | Crillon-le-Brave             | Crillon                     | 1927               | non connu                  |
| 84043      | Entraigues-sur-Sorgues       | Entraigues                  | 1918               | non connu                  |
| 84043      | Entraigues-sur-la-Sorgue     | Entraigues-sur-Sorgues      | 14 octobre 1993    | décret du 7 octobre 1993   |
| 84054      | L'Isle-sur-la-Sorgue         | L'Isle                      | 1890               | non connu                  |
| 84060      | Lagarde-d'Apt                | Lagarde                     | 5 décembre 1953    | décret du 27 novembre 1953 |
| 84063      | Lamotte-du-Rhône             | Lamotte                     | 1918               | non connu                  |
| 84064      | Lapalud                      | La Palud                    | entre 1882 et 1943 | non connu                  |
| 84067      | Loriol-du-Comtat             | Loriol                      | 1929               | non connu                  |
| 84070      | Malemort-du-Comtat           | Malemort                    | 1927               | non connu                  |
| 84081      | Morières-lès-Avignon         | Morières                    | 1918               | non connu                  |
| 84088      | Pernes-les-Fontaines         | Pernes                      | 1936               | non connu                  |
| 84097      | Richerenche                  | Richerenches                | entre 1882 et 1943 | non connu                  |
| 84106      | Sainte-Cécile-les-Vignes     | Sainte-Cécile               | 1920               | non connu                  |
| 84109      | Saint-Hippolyte-le-Graveron  | Saint-Hippolyte             | 1918               | non connu                  |
| 84109      | Saint-Hippolyte-le-Graveyron | Saint-Hippolyte-le-Graveron | 5 juin 1986        | décret du 30 mai 1986      |
| 84111      | Saint-Marcellin-lès-Vaison   | Saint-Marcellin             | 1920               | non connu                  |
| 84118      | Saint-Saturnin-lès-Apt       | Saint-Saturnin-d'Apt        | 6 juillet 1987     | décret du 13 mai 1987      |
| 84124      | Saumane-de-Vaucluse          | Saumane                     | 1920               | non connu                  |
| 84127      | Sérignan-du-Comtat           | Sérignan                    | 20 janvier 1944    | 17 janvier 1944            |
| 84137      | Vaison-la-Romaine            | Vaison                      | 1924               | non connu                  |
| 84139      | Fontaine-de-Vaucluse         | Vaucluse                    | 19 avril 1946      | décret du 19 avril 1946    |
| 84148      | Villes-sur-Auzon             | Villes                      | 1918               | non connu                  |
| 84151      | Vitrolles-en-Lubéron         | Vitrolles                   | 11 août 1996       | décret du 7 août 1996      |

## Communes présentant une homonymie
Il reste, dans le département de Vaucluse, 15 communes qui sont homonymes avec des communes d'autres départements. Elles semblent désignées pour d'éventuels changements de dénomination à venir :
- 84005 : Aurel
- 84047 : Gargas
- 84048 : Gignac
- 84056 : Jonquières
- 84058 : Lacoste
- 84071 : Maubec
- 84076 : Mirabeau
- 84085 : Murs
- 84089 : Pertuis
- 84102 : Roussillon
- 84107 : Saint-Christol
- 84108 : Saint-Didier
- 84114 : Saint-Pantaléon
- 84145 : Villars